# Туркана (язык)
Туркана — один из языков Кении, относящийся к нило-сахарской семье; язык народа туркана. Самоназвание — Ng’aturkana, название на английском языке — Turkana, код по ISO 639 — tuv, Glottocode — turk1308.

## Генеалогическая и ареальная информация
По Большой российской энциклопедии: нило-сахарская макросемья > (восточносуданская надсемья) > кир-аббайская семья > нилотская ветвь > восточная подветвь > тесо-турканская группа.
Язык туркана употребляется в округах Кении Самбуру и Туркана, к западу и югу от озера Туркана (= озера Рудольф).

## Социолингвистическая информация[3]
Из переписи населения 2019 года следует, что на языке туркана говорит 1 020 000 человек (эти данные, по-видимому, основываются на том, сколько людей относят себя к народу туркана); одноязычных носителей 593 000.
Язык активно используется носителями разных возрастов; по шкале EGIDS имеет значение 5 (развивающийся (developing), то есть «интенсивно используемый язык, имеющий стандартизованную форму, на основе которой существует литература, однако эта форма еще недостаточно широко распространена и неустойчива»), однако используется скорее дома и на общественных собраниях.
Существует письменность на основе латинского алфавита. Процент людей, умеющих читать и писать на туркана как на родном, невелик (5-10 %) и ниже процента людей, умеющих читать и писать на нём как на иностранном (25-50 %). В 2001 году был сделан перевод Библии.

## Фонология
Здесь и ниже, если не указано иное, дана запись не в стандартной орфографии, а в системе записи, принятой в [Dimmendaal 1983].

### Гласные
Система гласных по [Dimmendaal 1983: 17].
|                |        | Передний ряд | Передний ряд | Задний ряд | Задний ряд |
| Звонкие        | Глухие | Звонкие      | Глухие       |            |            |
| -------------- | ------ | ------------ | ------------ | ---------- | ---------- |
| Верхний подъём | [+ATR] | i            | i̥            | u          | u̥          |
| Верхний подъём | [-ATR] | ɪ            | ɪ̥            | ʊ          | ʊ̥          |
| Средний подъём | [+ATR] | e            | e̥            | o          | o̥          |
| Средний подъём | [-ATR] | ɛ            | ɛ̥            | ɔ          | ɔ̥          |
| Нижний подъём  | [-ATR] |              |              | a          | ḁ          |

На фонетическом уровне существует также противопоставление кратких и долгих гласных, но, по-видимому (см. [Dimmendaal 1983: 17]) звук типа [aː] надо понимать фонологически как /aa/ (и аналогично с другими гласными).

### Согласные
Система согласных по [Dimmendaal 1983: 7] (с изменением обозначений на соответствующие МФА).
|               | Билабиальные | Билабиальные | Альвеолярные | Альвеолярные | Палатальные | Палатальные | Велярные | Велярные |
| Звонкие       | Глухие       | Звонкие      | Глухие       | Звонкие      | Глухие      | Звонкие     | Глухие   |          |
| ------------- | ------------ | ------------ | ------------ | ------------ | ----------- | ----------- | -------- | -------- |
| Взрывные      | b            | p            | d            | t            | ɟ           | c           | ɡ        | k        |
| Фрикативные   |              |              |              | s            |             |             |          |          |
| Носовые       | m            |              | n            |              | ɲ           |             | ŋ        |          |
| Латеральные   |              |              | l            |              |             |             |          |          |
| Дрожащие      |              |              | r            |              |             |             |          |          |
| Аппроксиманты |              |              |              |              | j           |             | w        |          |

## Типологическая характеристика

### Тип (степень свободы) выражения грамматических значений
```
Язык туркана является синтетическим. 
```

Ср., например, такую фразу из текста, приведённого в [Dimmendaal 1983: 478—479]:
| (1) | ɛ̀-à-yò-ùn-e-tè                                     | kɔ̀lɔ̀ŋ ̀ | ŋi-rùkutosì    | ŋɪ-àrèy,     | ŋatùɲ | ka ̀ | kalèes |
|     | 3-PST-быть-VEN-A-PL                                | давно  | NON_F.PL-сосед | NON_F.PL-два | лев   | с   | страус |
|     | ‘давным-давно жили-были два соседа — лев и страус’ |        |                |              |       |     |        |

### Характер границы междуморфемами
```
Язык туркана является агглютинативным с небольшими элементами фузии.
```

В качестве примера высокой степени агглютинативности (highly agglutinative) в [Dimmendaal 1983: 94] приводится следующая длинная форма. Такие длинные формы нередко служат примером агглютинации — видимо, потому, что при агглютинации морфемы не только имеют лишь одно значение (поэтому в сложных формах их нужно много), но и с тем, чтобы показать, что существует не так много ограничений на присоединение новых и новых морфем, то есть морфемы не очень зависят друг от друга).
| (2) | pɛ-k-a- ̀-ɪ̀s-ɪ̀lɔt-aan-a-kin-it-o-tò-rì̥                                |
|     | NEG-t-1-PST-CAUS-стирать-HABIT-EV-DAT-PERF.PST-IMPF.ACT.INF-PL-INSTR |
|     | ‘что они не заставляли меня стирать всё время’                       |

(INSTR в данном случае используется в функции показателя сослагательного наклонения (subjunctive)).
Как видно, иногда морфемы умеют сочетать в себе более одного значения, язык также не лишён морфонологических правил — это элементы фузии.

### Локус маркирования

#### В посессивной именной группе
```
В посессивной именной группе маркируется зависимое, то есть обладатель.
```

В посессивной именной группе между обладаемым и обладателем ставится союз (linker) à, при этом слово, обозначающее обладателя, ставится в родительный падеж ([Dimmendaal 1983: 266]); таков стандартный способ обозначения посессивности по [Dimmendaal 1983: 336].
| (3) | e-cùwe          | à   | ɛ̀-kasùkòw-ùt           |
|     | M.SG-сумка      | POS | (M.SG-старик-SING).GEN |
|     | ‘сумка старика' |     |                        |

Родительный падеж в данном случае выражается в тоне: другая форма того же слова была бы ɛ̀-kasùkow-ut ([Dimmendaal 1983: 230]).
В [Barton 1921: 45], однако, указываются и некоторые другие способы, среди которых «наиболее обычным» (most usual) названо просто соположение, то есть нейтральное маркирование:
| (4) | ng’atuk   | Loburiomoi |
|     | скот      | (имя)      |
|     | ‘скот Л.' |            |

В [Dimmendaal 1983: 339] также указывается на некоторые словосочетания с соположением, однако значение их обычно не совсем простая принадлежность: это, например, сочетания типа «поедатель мяса» (мясо + едок):
| (5) | ɛ-ka-ɲam-a-nɪ̥̀          | a-ki-riŋ     |
|     | M.SG-MOV.k-есть-VER-SG | F.SG-SG-мясо |
|     | ‘поедатель мяса’       |              |

#### В предикации
```
В языке туркана наблюдается нейтральное маркирование в случае дополнений и маркирование на главном (т.е. на глаголе) в случае подлежащего.
```

Если дополнения являются местоимениями, то их маркирование появится на глаголе, ср. пример из [Dimmendaal 1983a: 254]:
| (6) | k-à-ìsyen-it-o ̀          | a-yɔŋ ̀     | ŋɪ-dɛ̀                  | lu ̀ |
|     | P-1SG-жалеть-IMPF.PRS-PL | LINKER-1SG | (NON_F.PL-ребёнок).NOM | эти |
|     | ‘мне жалко этих детей’   |            |                        |     |

Однако в стандартном случае на глаголе отражается лишь подлежащее, ср. [Dimmendaal 1983: 91]:
| (7) | ɛ̀-jɔk-à-k            | ŋi-lèù-i                 | lu ̀ |
|     | 3-хороший-V-PL       | (NON_F.PL-одежда-PL).NOM | эти |
|     | ‘эти одежды хорошие’ |                          |     |

Но при этом [Dimmendaal 1983: 91]:
| (8) | à-cam-ɪt ̀                 | a-yɔ̀ŋ            | ŋi-leu-i ̀          | lu ̀ |
|     | 1SG-нравиться-A           | (LINKER-1SG).NOM | NON_F.PL-одежда-PL | эти |
|     | ‘мне нравятся эти одежды’ |                  |                    |     |

То есть число глагола (SG или PL) не зависит от дополнения, а зависит от подлежащего.
В данном случае прямое дополнение не маркировано никак (находится в абсолютиве (absolute case)), что можно считать отсутствием маркирования; более того, падежом могут быть маркированы (из глагольных актантов) разве что инструменты или места (а прямые/косвенные дополнения выражаются абсолютивом, что подтверждается прямым текстом грамматики, но см. и, например, пример выше), так что в целом, пожалуй, можно говорить о нейтральном маркировании.

### Типролевой кодировки
```
Обычно используется 
номинативно-аккузативная кодировка
.
```

#### Одноместные глаголы
```
При одноместных глаголах единственный актант стоит в номинативе.
```

Ср. пример из [Dimmendaal 1983: 61] (для глаголов, где единственный актант — агенс):
| (9) | ɛ̀-ɪ̀mʊj-ɪ̀        | ŋèsi̥    |
|     | 3-идти-A        | 3SG.NOM |
|     | ‘он будет идти’ |         |

И пример из [Dimmendaal 1983: 316] (для глаголов, где единственный актант — пациенс):
| (10) | ɪ-kɔ̀kʊ                           | nɪ-ɛ̀-à-twan-ɪ̀       | ɛ-kà-ɪta-tam-à-nɪ̥                    | kɛŋ ̀     |
|      | N.SG-ребёнок                     | что-3-PST-мёртвый-A | (M.SG-MOV.k-CAUS-думать-VERB-SG).NOM | 3SG.POSS |
|      | ‘ребёнок, учитель которого умер’ |                     |                                      |          |

#### Двухместные глаголы
```
При двухместных глаголах подлежащее ставится в номинатив, прямое дополнение — в абсолютив (
absolute case
). 
```

Ср. пример из [Dimmendaal 1983: 69]:
| (11) | à-ɲam-ɪ̀     | a-yɔ̀ŋ            | a-ki-riŋ     |
|      | 1SG-есть-A  | (LINKER-1SG).NOM | F.SG-SG-мясо |
|      | ‘я ем мясо’ |                  |              |

Интересно, что при выделении подлежащего (и помещении его в начало предложения; в переводе передано подчёркиванием) оно теряет свой номинатив [Dimmendaal 1983a: 256]:
| (12) | i-tòò                       | kɛŋ ̀ | ŋèsi ̀ | ɛ-sʊb-ɪ̀    | e-ticɪ̥̀      | daḁŋɪ̥ |
|      | мать                        | её   | 3SG.F | 3-делает-A | M.SG-работа | целый |
|      | ‘её мать делает всю работу’ |      |       |            |             |       |

Номинативно-аккузативная конструкция, правда, соблюдается не со всей строгостью, с которой бы могла. Так, в пассивном залоге не происходит согласования по числу [Dimmendaal 1983: 91], как будто это всё ещё прямое дополнение:
| (13) | ɛ̀-kɔ̀kɔ̀-ʊn-à       | ŋi-lèù-i                 |
|      | 3-украсть-VEN-V   | (NON_F.PL-одежда-PL).NOM |
|      | ‘одежды украдены’ |                          |

Это и некоторые другие явления дают возможность Dimmendaal’ю рассуждать о расщеплённой эргативности в языке туркана; особенно важно это потому, что похожее наблюдается в родственном туркана языке масаи.

### Базовыйпорядок слов
```
Базовый порядок слов — VOS и VSO.
```

Особое выделение в виде помещения слова в начало предложения было показано выше, ниже будет продемонстрирован базовый порядок слов.
Итак, ср. [Dimmendaal 1983a: 258]:
| (14) | è-lèp-e-tè           | kecì    | ŋa-kààla     |
|      | 3-доить-A-PL         | 3PL.NOM | F.PL-верблюд |
|      | ‘они доят верблюдов’ |         |              |

И [Dimmendaal 1983a: 252]:
| (15) | k-à-ɲam-ɪt ̀  | a-yɔŋ ̀     | a-kòrò           |
|      | P-1SG-есть-A | LINKER-1SG | (F.SG-голод).NOM |
|      | ‘я голоден’  |            |                  |

## Интересные особенности
В языке есть гармония гласных по признаку [±ATR], ср. [Dimmendaal 1983: 344]
| (16a) | ŋa-ki ̀       | kɔsɪ̀     |
|       | F.PL-ухо. PL | 1PL.POSS |
|       | ‘наши уши’   |          |

И второй пример оттуда же:
| (16b) | ŋa-kòsì-ki ̀           |
|       | F.PL-ухо. PL-1PL.POSS |
|       | ‘наши уши’            |

Номинатив в языке туркана — маркированный падеж.
Некоторые падежи выражаются при помощи тона.
Последние две особенности видны в следующем примере из [Dimmendaal 1983: 264]:
| (17a) | ŋɪ-tɪ́tɪ́pʊ̥̀         |
|       | NON_F.PL-холм. PL |
|       | ‘холмы’           |

| (17b) | ŋɪ́-tɪ̀tɪ́pʊ̥̀               |
|       | (NON_F.PL-холм. PL).NOM |
|       | ‘холмы’                 |

## Условные обозначения
1, 2, 3 — первое, второе, третье лицо.
A — маркер (того или иного) вида.
ACT — активный залог.
CAUS — каузатив.
DAT — дативное расширение (dative extension); обозначает, что есть кто-то, для кого или от имени кого происходит действие.
EV — специальный гласный, добавляющийся при добавлении суффиксов и не имеющий смысла синхронически.
F — женский род.
GEN — генитив (родительный падеж).
HABIT — хабитуалис (форма со значением «обычно»).
IMPF — имперфектив (несовершенный вид).
INF — инфинитив.
INST — инструменталис.
LINKER — специальный элемент, без которого не может быть присоединено личное местоимение
M — мужской род.
MOV.k — так называемое «подвижное k» (moveable k); прибавляется к некоторым существительным и не имеет смысла синхронически.
N — средний род.
NEG — отрицание.
NOM — номинатив (именительный падеж).
NON_F — любой род, кроме женского.
PERF — перфектив (совершенный вид).
PL — множественное число.
POSS — принадлежность (1SG.POSS = «мой» и т. д.)
PST — прошедшее время.
SG — единственное число.
SING — сингулятив (образование формы со значением единственности из формы со значением множественности).
t в примере (2) обозначает, что 1SG — прямое дополнение (а не подлежащее)
VEN — венитив (движение с целью).
VERB — глагол.